# 皮耶罗·达·芬奇
皮耶罗·达·芬奇（1427年4月19日—1504年7月9日），全名梅塞爾·皮耶羅·弗魯西諾·迪·安東尼奧·達·文西（Messer Piero Fruosino di Antonio Da Vinci），也稱瑟·皮耶羅·達·文西·德·安東尼奧·迪·塞爾·皮埃羅·迪·塞爾·吉多（Ser Piero da Vinci d'Antonio di ser Piero di ser Guido），又譯彼得·達·文西（Pierre de Vinci）、瑟·皮耶羅·達文西、瑟皮耶羅·達芬奇、皮也洛·達·文西、塞·皮耶羅·安東尼奧、皮耶洛，是佛罗伦萨共和国的高級官員（Cancelliere）、特命全權大使、公證人、企業家、土地主等，也是佛罗伦萨市的高級官員（Cancelliere）吉多·達·文西的曾孫子，文藝復興三傑之一的列奥纳多·达·芬奇的父亲
。

## 生平

### 出生
皮耶罗·达·芬奇在1427年4月19日（儒略曆）出生在芬奇，父親是活耀於摩洛哥和西班牙的商人、芬奇的土地主安东尼奥·达·芬奇（Antonio Da Vinci ），母親則是巴凱雷托的公證人、土地主塞爾·皮耶羅·佐西·德·巴塞雷托（ser Piero Zosi de Bacchereto）的女兒露西婭·迪·皮耶羅·迪·佐索·達·巴塞雷托（Lucia di ser Piero di Zoso da Bacchereto），他是兩人的長子，弟妹為古利亞諾(1428-1431)、維奧蘭特·埃琳娜(生於1432)、弗朗西斯科·吉多(1436-1504)。

### 職業生涯
皮耶羅的家族是起源於13世紀的義大利名門達文西（Da Vinci），是一個十分富裕並歷代從事法律、政治等方面事業的家族，培養出不少公證人、裁判官，而他的曾祖父吉多·達·文西（Guido da Vinci）是佛羅倫斯市的高級官員（Cancelliere），祖父皮埃羅·達·文西（Piero Da Vinci）是一名公證人，在薰陶之下他和他的弟弟很自然的繼承了家族的傳統從事法律的工作，擔任公證人，他先是在皮斯托亞、比薩取得了成功，到了1448年3月他開始為佛羅倫斯的巴迪亞教堂工作，而1451年時他早已富有聲望，辦公地為面向舊宮 (佛羅倫斯)的巴傑羅宮(今巴傑羅美術館)，修道院、宗教團體、城市的猶太社區，甚至美第奇家族等都需要他的服務，他起草了如曼托瓦侯爵盧多維科三世·貢扎加對教堂的贊助契約等諸多協定，也出於自身對藝術的休養簽訂了許多相關領域的契約，目前他所起草簽訂的大量公文和議定書收藏在義大利的佛羅倫斯國家檔案館。而除了公證人工作之外，他還是一名土地主和企業家，在1478年他與他的父親安東尼奧一起被選為芬奇的市政官和檢察官。

### 才能與成就
皮耶羅在公證人事業上非常成功，極具聲望和影響力，被譽為是義大利文藝復興時期的法律工作者的典型代表，除此之外他能力和聲望也讓他成為芬奇的市政官和檢察官，還有擔任佛羅倫斯共和國的高級官員（Cancelliere）與特命全權大使代表佛羅倫斯共和國簽訂協議，並被允許使用義大利貴族使用的圖騰做為他的個人印章的一部份。在法律事業之外，皮耶羅也是一名成功的土地主和企業家，名下擁有多個房屋、農田、磨坊、窯廠等財產。
而在藝術方面上皮耶羅是一名極其精湛的書法家，以細緻而優雅的筆跡特點聞名，他的簽名通常附有複雜而裝飾性的公證印章，其特點是環環相扣的菱形戒指，上面裝飾著月桂葉。 這種錯綜複雜的設計被認為是文藝復興時期最美麗、最精緻的公證簽名之一。除此之外，他擁有著不錯的藝術修養並認識多名知名藝術家，其中包含他的兒子李奧納多·達文西的導師安德烈·德爾·韋羅基奧。

### 情史
皮耶羅共結了四次婚，除了四任配偶外他還和幾名女性有戀情，其中最為人所知的情人是一位名叫卡特麗娜·迪·梅奧·里皮（Caterina di Meo Lippi）的16歲農家女，她是他的長子李奧納多·達文西的母親，由於階級差異，兩人的戀情終究在1452年生下私生子後結束，隔年皮耶羅就與來自佛羅倫斯富裕家庭的15歲的雅碧拉·迪·喬瓦尼·阿馬多里（Albiera di Giovanni Amadori）結婚，卡特麗娜也在同年被安排與達文西家族有關係並有一點資產的陶藝家安東尼奧·迪·皮特羅·布蒂·德爾·瓦卡（Antonio di Pietro Buti del Vacca）結婚。
1464年6月15日，皮耶羅的第一任妻子雅碧拉在生下第二個孩子時因難產不幸與她的腹中胎兒一起死亡，她和孩子被葬在聖比亞焦，隔年皮耶羅與來自佛羅倫斯一個望族蘭弗雷迪尼（Lanfredini）的15歲少女芙蘭希絲卡·迪塞爾·朱利亞諾·蘭弗雷迪尼（Francesca di ser Giuliano Lanfredini）結婚，芙蘭希絲卡在1474年死亡，兩人沒有孩子。
皮耶羅與過去一樣，在第二任妻子芙蘭希絲卡去逝後的隔年，他與一位名叫瑪格麗特·迪·弗朗西斯科·迪·雅各布·迪·古列爾莫·朱利（Margherita di Francesco di Jacopo di Guglielmo Giulli）的來自富裕家庭的18歲女子結婚，而1485年瑪格麗特在生下第七個孩子後僅過了五個月就去逝了，在她去逝只過了三個月皮耶羅不同以往的很快就與22歲叫做盧克雷齊婭·迪·古列爾莫·科爾蒂吉亞尼（Lucrezia di Guglielmo Cortigiani）的女士結婚，她是他最後一任妻子，與他生下九個孩子。

### 子女
皮耶羅總共有21名有记录的子女，其中三位是私生子。以下根據生母和出生時間先後排列:
| 順序 | 名字                                                  | 出生                   | 死亡               | 身分     | 母親         | 備註 |
| ---- | ----------------------------------------------------- | ---------------------- | ------------------ | -------- | ------------ | --- |
| 1    | 李奧納多·達·文西 Leonardo da Vinci                    | 1452年4月15日          | 1519年5月2日       | 私生子   | 卡特麗娜     | 皮耶羅的長子，義大利文藝復興時期的博學者，也是歷史上最著名的藝術家之一，與米開朗基羅和拉斐爾並稱文藝復興三傑。 |
| 2    | 巴托洛梅奧 Benedetto                                  | 1452年後               | 未知               | 私生子   | 不知名的情婦 | 皮耶羅第二個非婚生子女，大約在1452年以後出生，不確定具體是皮耶羅第幾個孩子，本列表暫定為皮耶羅的第二個孩子和次子。 |
| 3    | 安東妮亞·弗朗西斯卡 Antonia Francesca                 | 1463年6月16日          | 1463年7月21日      | 婚生子女 | 雅碧拉       | 皮耶羅第一位婚生子女，長女，出生1個多月便夭折。 |
| 4    | 不知名的孩子                                          | 1464年6月15日          | 1464年6月15日      | 婚生子女 | 雅碧拉       | 死產，與母親一起死亡，不知性別。 |
| 5    | 安東尼奧·馬泰奧 Antonio Matteo                        | 1476年2月26日          | 1525至1532 年間    | 婚生子女 | 瑪格麗特     | 皮耶羅第一位婚生兒子，第三個兒子，與名叫南娜·迪·喬瓦尼·盧帕雷利（Nanna di Giovanni Luparelli）的女子結婚，並留下後嗣。 |
| 6    | 馬達萊娜·瑪麗亞 Maddalena Maria                       | 1477年11月4日          | 1477年11月7日      | 婚生子女 | 瑪格麗特     | 皮耶羅的次女，出生不到十天就不幸夭折。 |
| 7    | 朱利亞諾·薩爾維斯特羅 Giuliano Salvestro              | 1478年12月31日         | 1525年5月3日       | 婚生子女 | 瑪格麗特     | 皮耶羅的第四個兒子，繼承了皮耶羅的公證人事業，也是1516年佛羅倫薩狂歡節服裝的創造者，當時良十世也有參加這個活動。他的妻子名叫亞歷珊卓·迪·喬凡尼·安東尼奧·迪尼（Alessandra di Giovanni d'Antonio Dini），而他有兩位女兒，長女瑪格麗塔（1513年出生）與次女維奧蘭特（1517-1589），次女維奧蘭特嫁給了叫做塞·皮耶羅·科拉爾米（ser Piero Coralmi）的紳士。 |
| 8    | 洛倫佐·米尼亞托 Lorenzo Miniato                       | 1480年10月24日         | 1544年12月30日     | 婚生子女 | 瑪格麗特     | 皮耶羅的第五個兒子，為一名商人，是《懺悔錄》（Confessionale）的作者，該書現保存於義大利佛羅倫斯的里卡迪圖書館。 |
| 9    | 維奧蘭特·卡特琳娜 Violante Caterina                   | 1481年11月27日         | 1505年後           | 婚生子女 | 瑪格麗特     | 皮耶羅的第三個女兒，也是他第一位沒有在童年夭折的女兒，並於1503年7月23日與弗朗切斯科·迪·多梅尼科·博納米奇（Francesco di Domenico Buonamici）結婚。 |
| 10   | 多梅尼科·馬泰奧 Domenico Matteo                       | 1484年2月21日          | 1484年2月21日      | 婚生子女 | 瑪格麗特     | 皮耶羅的第六個兒子，出生沒多久就夭折。 |
| 11   | 多梅尼科·貝內代托 Domenico Benedetto                  | 1485年3月20日          | 1563年1月11日      | 婚生子女 | 瑪格麗特     | 皮耶羅的第七個兒子，妻子為弗洛萊塔·迪·斯蒂法諾·迪·維托雷·達·巴切雷托（Fioretta di Stefano di Vittore da Bacchereto），他留下了眾多後代，至今仍然存在。 |
| 12   | 巴塞洛繆 Bartolomeo                                   | 1485年6月              | 1485年             | 私生子   | 不知名的情婦 | 皮耶羅的第八個兒子，也是他第三位非婚生子女，出生幾個月後，在同年夭折。 |
| 13   | 古列爾莫 Guglielmo                                    | 1486年10月21日         | 1486年12月5日      | 婚生子女 | 盧克雷齊婭   | 皮耶羅的第九個兒子，出生將近2個月便夭折。 |
| 14   | 瑪格麗塔·羅莫拉 Margherita Romola                     | 1487年12月16日         | 1490年5月5日       | 婚生子女 | 盧克雷齊婭   | 皮耶羅的第四個女兒，在3歲時不幸去世。 |
| 15   | 貝內代托·弗朗切斯科·羅莫洛 Benedetto Francesco Romolo | 1489年3月18日          | 1531年10月30日     | 婚生子女 | 盧克雷齊婭   | 皮耶羅的第十個兒子，是一名神父，於1531年因感染了瘟疫而死亡。 |
| 16   | 潘道夫·維托里奧 Pandolfo Vittorio                     | 1490年7月28日          | 1514年至1518年期間 | 婚生子女 | 盧克雷齊婭   | 皮耶羅的第十一個兒子。 |
| 17   | 古列爾莫·弗朗切斯科 Guglielmo Francesco               | 1492年6月6日           | 1542年2月13日      | 婚生子女 | 盧克雷齊婭   | 皮耶羅的第十二個兒子，妻子為瑪麗埃塔·迪·萊昂納多·布納科西（Marietta di Leonardo Buonaccorsi），兩人育有後代。 |
| 18   | 巴托洛梅奧·維托里奧 Bartolomeo Vittorio               | 1493年7月30日          | 不明               | 婚生子女 | 盧克雷齊婭   | 皮耶羅的第十三個兒子，妻子名叫瑪格麗塔（Margherita），是被譽為「神童」的雕塑家皮耶里諾·達·文西（Pierino da Vinci）的父親。 |
| 19   | 瑪格麗特 Margherita                                   | 1496年1月3日           | 1505年後           | 婚生子女 | 盧克雷齊婭   | 皮耶羅的第五個女兒，也是他少數能活到較大年紀的女兒。 |
| 20   | 喬瓦尼·弗朗西斯科 Giovanni Francesco                  | 1499年1月9日           | 1549年後           | 婚生子女 | 盧克雷齊婭   | 皮耶羅的第十四個兒子，名下財產有幾間旅店和肉舖。 |
| 21   | 盧克雷齊婭 Lucrezia                                   | 1504年末至1505年初之間 | 1505年3月14日      | 婚生子女 | 盧克雷齊婭   | 皮耶羅的第六個女兒，是皮耶羅的小女兒和他最小的孩子，她還未出生時皮耶羅就去世了，她則才出生幾個月也夭折。 |